# Jorge Wilmot
Jorge Wilmot, né en 1928 à Monterrey et décédé le 12 janvier 2012, a été l'un des artisans les plus distingués du Mexique, et a été crédité de l'introduction du grès et d'autres techniques de haut feu dans le pays. Son travail est également connu pour ses dessins plus austères, d'inspiration orientale, mêlés à des motifs mexicains. Son travail a été largement vendu et exposé au Mexique et à l'étranger et il a formé et influencé des générations de céramistes à l'école qu'il a fondée à Tonalá, dans l'état de Jalisco.

## Biographie
Wilmot est né à Monterrey, dans l'état de  Nuevo León, en 1928. Il a commencé ses études artistiques à l'Escuela de Artes Plásticas de l'Académie de San Carlos au début des années 1950 avant de partir en Europe,. Il y étudie à l'Instituto Franco-Italiano de Paris en 1953 et travaille en Suède avec le céramiste Limberg Koge Londgren. De 1953 à 1957, il poursuit des études de design à l'école de commerce de Bâle, en Suisse,.
Wilmot a commencé à travailler pour l'industrie de la céramique à Monterrey où il a généré un certain nombre d'innovations dans la technique et le design. Cependant, peu d'entreprises ont gardé Wilmot après avoir adapté ses idées,. C'est ce qui l'a finalement poussé à s'installer à Tonalá, dans l'état de Jalisco, dans les années 1960, pour créer son propre atelier, étudiant l'histoire et la culture de la céramique de l'ouest du Mexique,. Dans les années 1960, Wilmot expose chaque année ses œuvres à la galerie Inés Amor, ce qui lui attire beaucoup d'attention. Cela a conduit à son travail à être remarqué et accepté à l'étranger, ce qui lui a apporté la richesse et la renommée.
Wilmot est décédé le 12 janvier 2012, à l'âge de 83 ans.

## Influence sur la technique et le design de la céramique mexicaine
Les deux principales contributions de Wilmot à la céramique mexicaine ont été l'introduction de la céramique à haute température comme le grès et le mélange de motifs et de dessins mexicains traditionnels avec des influences internationales et modernes,. Il aurait dit « La céramique est l'une des formes d'art les plus anciennes et les plus modernes. » en référence à la nécessité de préserver et modifier la tradition. Wilmot a combiné des motifs préhispaniques avec des éléments modernes et des influences internationales, en particulier asiatiques. La CONACULTA attribue à Wilmot le mérite d'avoir révolutionné la production céramique au Mexique et d'avoir établi la production de produits à haut feu, principalement à Tonalá. Il a été l'une des forces à l'origine de la domination actuelle de Tonalá dans la poterie et la céramique.
Quand Wilmot est arrivé à Tonalá dans les années 1960, il sentait que beaucoup de céramiques mexicaines étaient restées coincées dans le passé sans orientation claire sur la façon d'adapter la tradition au monde moderne. Il a également estimé qu'une grande partie de la production mexicaine de céramique s'était détériorée sur le plan technique. S'appuyant sur son expérience internationale, Wilmot a commencé à expérimenter de nouvelles formes céramiques, telles que des objets décoratifs et de nouvelles méthodes de cuisson, étant l'un des premiers artisans céramistes à utiliser des fours à gaz à grande échelle. Cela a facilité l'introduction des techniques de production du grès et la reconstitution de la poterie indigène bruñido mais cuite à haute température. Wilmot ne s'est jamais considéré comme un innovateur, mais plutôt comme quelqu'un qui a mélangé différentes influences. En plus des techniques de feu à haute température, Wilmot a également intégré des vitrages chinois craquelés (Jung Yao et Ko Yao) dans un certain nombre de ses pièces ainsi que du céladon et des teintes bleu pâle,. Son travail se distingue par ses dessins tels que ceux d'oiseaux, de fleurs, d'aigles à deux têtes, de lions et de soleils multicolores. La plupart d'entre eux sont des modèles austère, un signe d'influence orientale plutôt que la tradition mexicaine qui a plus tendance à ajouter des éléments baroques profus. Son travail a influencé les céramistes tant au Mexique qu'à l'étranger, ses œuvres étant largement vendues en Europe, au Japon et aux États-Unis. Au Mexique, tant de ses innovations ont été adoptées par tant de potiers de la région que tout ce qui s'écarte de la tradition montre l'influence de .

## Autres activités
En plus de créer des pièces de céramique nouvelles et innovatrices, Wilmot a participé à la production et à la promotion de la céramique traditionnelle mexicaine et d'autres produits artisanaux. Depuis les années 1960, lorsqu'il a créé son atelier, il a fondé une école dans le but d'améliorer les aspects techniques de la production de céramique et de poterie ainsi que de développer de nouveaux motifs de design. Cette école a produit de nouvelles générations d'artisans et fonctionne toujours. Ces diplômés ont établi leurs propres ateliers à Jalisco et dans d'autres états mexicains, répandant ainsi l'influence de Wilmot. Cependant, aucun d'entre eux n'a été complètement capable de copier exactement les techniques de Wilmot, en particulier dans le domaine du vitrage,.
Un autre effort majeur de Wilmot fut la création du Museo Nacional de la Cerámica (Musée Régional de la Céramique de Tlaquepaque). Wilmot a établi l'institution dans son ancienne maison à Tonalá puis l'a donnée à la municipalité. Le directeur Prudencio Guzmán Rodríguez qualifie le musée de « lien entre la tradition de Tonalá et les personnes intéressées par la recherche de notre tradition ». Créé en 1986, le musée possède une collection de 1 000 pièces, allant des objets préhispaniques aux lauréats contemporains. La fonction de l'institution est de promouvoir la tradition céramique au Mexique. De nombreux artefacts ont été prêtés par l'Instituto Nacional Indigenista (Institut national indigène devenu la Commission nationale pour le développement des peuples indigènes) et un certain nombre ont été donnés par Wilmot lui-même. Les autres pièces sont lauréates du Certamen Estatal de la Cerámica (concours national de céramique).
Au milieu des années 1990, le musée a dû fermer faute de fonds et d'entretien, mais il a rouvert ses portes en 1996. La collection contient des pièces créées par certains des artisans les plus renommés de la région et est des styles les plus typiques de Tonalá tels que bruñido, bandera, petatillo et canelo. Les artistes et artisans représentés sont Salvador Vásquez, Juan Antonio Mateo, Gerónimo Ramos, Nicasio Pajarito, Candelario Medrano, Jorge Wilmot et Ken .
Wilmot, avec Manuel Felguérez (en) et d'autres artistes, a fondé le Saturday Art Market à San Ángel, à Mexico. En plus de la céramique, Wilmot a également fait du design pour le verre, la peinture, les bijoux et d'autres arts et métiers,.

## Reconnaissance
Wilmot a fait l'objet d'expositions individuelles et a participé à des expositions collectives internationales depuis 1972, dans des pays comme la France, le Canada et son Mexique natal. Il a reçu le Galardon Presidencial del IV Premio Nacional de la Ceramica (Distinction présidentielle du IVe Prix National de la Céramique) de Tlaquepaque en 1982 et le Premio Nacional de Ciencias y Artes en 1995. Wilmot a été reconnu « Créateur émérite » par le Système national des créateurs d'art (SNCA) en 1994 pour sa contribution à l'héritage culturel du Mexique ainsi qu'au développement des autres générations d'artistes. En 1996, il a remporté le prix Fomento Cultural Banamex (Promotion culturelle Banamex) et le Premio Nacional en Artes y Tradiciones (Prix national des arts et traditions).
En 2009 et 2010, une série d'expositions en hommage à l'œuvre de Wilmot a eu lieu dans différentes régions du Mexique. Les expositions sont parrainées par le Musée d'art populaire (MAP) de Mexico. Des expositions ont eu lieu à Mexico, à San Agustín Etla (en) dans l'état d'Oaxaca, à Guadalajara et à Monterrey, parrainées par le MAP et d'autres entités. Les expositions présentent plus de cinq décennies de poterie et de céramique de Wilmot ainsi que des photographies, des souvenirs et des incursions de Wilmot dans d'autres métiers tels que la verrerie et la conception de bijoux. Les expositions présentaient entre 300 et 600 pièces provenant de diverses collections institutionnelles et individuelles,,.